# Westraltrachia woodwardi
Westraltrachia woodwardi är en snäckart som först beskrevs av Fulton 1902.  Westraltrachia woodwardi ingår i släktet Westraltrachia och familjen Camaenidae. Inga underarter finns listade i Catalogue of Life.